# Лас-Ерас (Санта-Крус)
Лас-Е́рас (ісп. Las Heras) — місто та муніципалітет в департаменті Десеадо в провінції Санта-Крус (Аргентина). Населення 21 300 осіб (на 2015 рік).

## Клімат
Місто знаходиться у зоні, котра характеризується кліматом помірних степів. Найтепліший місяць — січень із середньою температурою 17.2 °C. Найхолодніший місяць — червень, із середньою температурою 3.3 °С.
| Клімат                  | Клімат | Клімат | Клімат | Клімат | Клімат | Клімат | Клімат | Клімат | Клімат | Клімат | Клімат | Клімат | Клімат |
| Показник                | Січ.   | Лют.   | Бер.   | Квіт.  | Трав.  | Черв.  | Лип.   | Серп.  | Вер.   | Жовт.  | Лист.  | Груд.  | Рік    |
| Середній максимум, °C   | 25     | 23     | 20     | 15     | 10     | 7      | 7      | 8      | 12     | 17     | 21     | 23     | 16     |
| Середня температура, °C | 17     | 16     | 13     | 9      | 5      | 3      | 3      | 4      | 6      | 10     | 14     | 15     | 10     |
| Середній мінімум, °C    | 10     | 9      | 6      | 3      | 0      | 0      | 0      | 0      | 1      | 4      | 7      | 8      | 4      |
| Норма опадів, мм        | 0      | 10     | 10     | 20     | 10     | 0      | 10     | 0      | 0      | 0      | 30     | 0      | 160    |
| Днів з дощем            | 0      | 0      | 1      | 3      | 2      | 1      | 2      | 1      | 1      | 0      | 1      | 0      | 17     |
| Вологість повітря, %    | 40     | 44     | 54     | 62     | 70     | 72     | 76     | 69     | 58     | 48     | 48     | 45     | 57     |
| ----------------------- | ------ | ------ | ------ | ------ | ------ | ------ | ------ | ------ | ------ | ------ | ------ | ------ | ------ |
| Джерело: Weatherbase    |        |        |        |        |        |        |        |        |        |        |        |        |        |